# Bernard Weiner
Bernard Weiner (1935) es un psicólogo social estadounidense conocido por el desarrollo de la teoría de la atribución que explica las vinculaciones emocionales y motivacionales del éxito y el fracaso académico. Weiner se interesó en el campo de la atribución después de estudiar, en primer lugar la motivación de logro. Realizó estudios para identificar las diferencias en las necesidades y rendimiento de las personas cuando piensan en sus propios éxitos o fracasos. Uno de sus estudiantes, Linda Beckman, investigó sobre este tema y a partir de entonces, Weiner llevó a cabo una mayor investigación que lo llevó al camino de los procesos cognitivos que tiene la influencia motivacional.

## Modelo Motivacional de Weiner
El modelo motivacional de Bernard Weiner (1986) explica la conducta de logro mediante las atribuciones causales percibidas por las personas en resultados de logro anteriores y las consecuencias de esas atribuciones, relacionadas con las dimensiones de la atribución causal, tanto cognitivas (expectativas) como afectivas (emociones dependientes de la atribución). Según este modelo, una secuencia motivacional se inicia cuando una persona obtiene un resultado que puede ser positivo/éxito (cuando se alcanza un objetivo) o negativo/fracaso (cuando no se alcanza un objetivo), y como consecuencia experimenta sentimientos genéricos de felicidad (en el éxito) o frustración (en el fracaso), e inicia un proceso de búsqueda causal para determinar la causa del resultado (proceso de atribución causal). Con lo cual, esta teoría relaciona las expectativas para el futuro con la estabilidad de las atribuciones realizadas, de modo que atribuciones más estables sostienen las expectativas de obtener el mismo resultado en el futuro, mientras que las atribuciones más inestables producen cambios de las expectativas sobre el resultado futuro (principio de expectativa). En este proceso influyen un gran número de antecedentes, como por ejemplo, algunas informaciones concretas, reglas de asignación causal, sesgos perceptivos específicos, comunicaciones de otros, etc., que culminan con la atribución del resultado a una determinada causa singular (por ejemplo atribuir un fracaso académico a falta de esfuerzo).

## Las Dimensiones de Weiner
Las dimensiones causales realizan una función sistemática reduciendo la gran variedad de causas singulares a unas pocas propiedades, pero su función más importante en el modelo de Weiner resulta de su asociación con importantes consecuencias psicológicas de la atribución, según sus características particulares están relacionadas con las expectativas y las emociones específicas dependientes de la atribución. En lugar de causalidad se relaciona con sentimientos de ego (autoestima y orgullo); la estabilidad de la causa influye en el cambio o mantenimiento de las expectativas de logro futuro, desarrollando sentimientos de esperanza/desesperanza; la controlabilidad de la causa genera emociones de relación social, dirigidas hacia sí mismo (culpabilidad, vergüenza) o hacia los demás (compromiso, ira). Las características de la atribución causal y las consecuencias psicológicas experimentadas (expectativas y emociones) influyen en el estado motivacional de la persona, y por tanto determinan su conducta futura de logro. Con lo cual, una vía de predicción de la conducta futura, en el modelo de Weiner, resalta el papel de las emociones e indirectamente las causas antecedentes que las desencadenan.
Weiner propone tres dimensiones para explicar las atribuciones que hacen las personas, estas son: localización, estabilidad y capacidad de control. Dichas dimensiones, según Weiner (2000), son esenciales para entender las motivaciones y atribuciones que realizan las personas para explicar las causas de las conductas y acontecimientos de la realidad.
- La primera dimensión es denominada por Weiner como localización, pero para otros autores es conocida como Locus de control. Existen dos clases de localización, la primera es la localización interna que explica las causas de los acontecimientos que se interpretan como causas internas, como por ejemplo: “Usted ha estudiado poco para este examen y por eso lo ha suspendido”. La segunda es la localización externa, donde las causas de los hechos se interpretan en función de sucesos externos a nosotros, como por ejemplo: “No ha aprobado el examen porque no ha tenido suerte o porque lo han puesto difícil”.

- La segunda dimensión es la estabilidad, esta hace referencia a factores estables e inestables. Los factores estables no pueden cambiar de sujeto ya que no dependen de él. Un ejemplo claro de todo esto es cuando usted suspende un examen porque es poco inteligente y la inteligencia es innata, este tipo de atribución es la que hace que los sujetos piensen que por más que se esfuercen no van a ser más inteligentes. Por lo tanto estos factores estables se consideran inmodificables, que no dependen de nosotros, con lo cual son causas externas con poca probabilidad de cambiar y puede que nos influyan tanto positivamente como negativamente. Por otro lado los factores inestables son causas que sí que pueden cambiar, un ejemplo de todo esto y continuando con el anterior, sería que el día de ese examen estuviera muy cansado, con lo cual ese sería el motivo de suspender el examen.

- La tercera dimensión, según Weiner, es la Capacidad de Control, la cual tiene la capacidad de cambiar las causas que producen determinados acontecimientos. Existen factores controlables y factores incontrolables. Los factores controlables son causas que se pueden controlar, por ejemplo, si considera que el examen lo suspendió porque estaba cansado por haber dormido poco esa noche, es un factor que se puede controlar y cambiar. Por otro lado, los factores incontrolables son causas que el sujeto considera que no puede controlar, como, por ejemplo, el motivo de suspender el examen ha sido que en el momento de comenzarlo, le entró un dolor de cabeza muy fuerte y eso le impidió hacerlo correctamente.[6]

## Algunas publicaciones
- Weiner, B (1985). «'Spontaneous' causal thinking». Psychol. Bull. 97: 74-84. doi:10.1037/0033-2909.97.1.74.

- Weiner, B. (1986). An attributional theory of motivation and emotion. New York: Springer-Verlag.

- Weiner, B. (1992). Human Motivation: Metaphors, Theories, and Research. Sage Publications. ISBN 0-7619-0491-3

- Weiner, B (1985). «An attributional theory of achievement motivation and emotion». Psychological Review 92 (4): 548-573. doi:10.1037/0033-295x.92.4.548.

- Weiner, B. (1981). Theories of Motivation: From Mechanism to Cognition. Markham Publishing Company. ISBN 0-528-62018-5

- Weiner, B. (2005). Social Motivation, Justice, And The Moral Emotions: An Attributional Approach. Lawrence Erlbaum Associates. ISBN 0-8058-5527-0

- Weiner, B. (1995). Judgments of Responsibility: A Foundation for a Theory of Social Conduct. The Guilford Press. ISBN 0-89862-843-1

- Weiner, B. (2003). The Classroom as a Courtroom [7]